# La Jiribilla
La Jiribilla es una revista sobre cultura cubana. Inserta en el espectro de los medios en Internet un punto de vista objetivo sobre la realidad cultural cubana, muchas veces manipulada o desconocida fuera de la Isla, con desenfado y humor, de modo crítico y justo, buscando sobre todo el respeto a la verdad.

## El Palacio del Segundo Cabo
La revista de cultura cubana La Jiribilla surge el 5 de mayo de 2001. Su nombre lleva la herencia del ángel de ese escritor cubano y universal que fue José Lezama Lima: “fabulosa resistencia de la familia cubana. Arca de nuestra resistencia en el tiempo…”, en su opinión, el único ángel posible para los cubanos, porque contiene el dinamismo y la picardía que caracteriza al criollo —sobre todo a los niños— y es inquieto, intranquilo y vivaracho. 
Fiel a ese espíritu, la revista nace como un sitio web, orientado a satisfacer la necesidad de hacer valer, en Internet, la presencia de la cultura y política cubanas. Por ello, se dirige tanto a un público extranjero y nacional al que pretende sensibilizar y hacer partícipe de la realidad en la isla, intentando un discurso comunicativo de acercamiento, polémico pero constructivo. 
Su accionar abre un camino en la manera de hacer y decir del periodismo digital cubano, tanto ilustrativa como informativamente, y le permite insertarse en el universo de sitios web de información alternativa y constituye un vínculo de contrainformación para intelectuales del mundo, que a través de la revista se nutren y publican sus opiniones, en contraste con los grandes medios globales de información.
El primer número, dedicado al escritor Reinaldo Arenas, se materializó en la redacción del diario Juventud Rebelde, a manera de suplemento cultural, de la mano de un entusiasta grupo de periodistas y jóvenes intelectuales. Desde ese primer dossier se estableció como un rasgo esencial el estudiar y difundir la obra y los aportes de los creadores cubanos, dondequiera que residan y creen.
Luego de este inicio en la redacción de Juventud Rebelde, La Jiribilla pasó a una pequeña oficina en el Instituto Cubano del Libro, sito en el Palacio del Segundo Cabo, en La Habana Vieja. Allí se define su estructura básica, que se mantiene hasta la actualidad: una publicación semanal, con un dossier temático cuya extensión varía de un número a otro y abarca los temas más variados de la cultura cubana, y un conjunto de secciones fijas. 
Las secciones fijas originales eran: artes plásticas (La Mirada, Galería), artes escénicas (En Proscenio), actualidad política (Notas al FascismoCorriente, Gran Zoo, Pueblo Mocho), tradición cultural e histórica (Memoria, Fuente Viva, Rebeldes.cu), al cuento, la poesía, el cine (La Butaca), la música (Aprende), costumbrismo (Crónica), literatura (El Libro, Letra y Solfa), deporte (Pío Tai), caricaturas y cocina. 
Desde un primer momento, en la mente de su equipo estuvo hacerla accesible al público cubano residente en la Isla, que, debido a las limitaciones en el acceso a internet propiciado por el bloqueo estadounidense, no podía acceder a la misma. Por ello, desde el mismo 2001, se concibió hacer una versión en papel de La Jiribilla digital, que circulase en el territorio nacional a través de la red de estanquillos.
Sin embargo, por diversos motivos no fue posible lograrlo en ese momento, pero en cambio, se logró materializar lo que se dio en llamar: Cuadernos de La Jiribilla.

## Cuadernos de La Jiribilla
Esta colección constituyó el primer acercamiento al papel. Se realizó de conjunto con la editorial Letras Cubanas, que incluyó tres libros: La política sexual de Reinaldo Arenas, de Jon Hillson; La Danza del Huracán, una complicación de poesía y prosa sobre el tema, y el ensayo Encuentros y desencuentros, minucioso estudio acerca de la revista Encuentro de la Cultura Cubana, su agenda política, sus financistas y el lugar que ocupa en la estrategia de agresión del gobierno de EE. UU. contra la Isla.

## Multimedias
Asimismo, se concibió llevar a CD los números de la revista, para ponerlos gratuitamente a la disposición del público nacional. Así, en mayo de 2002 surgen Ediciones Multimedia, presentando una recopilación de los primeros 50 números, que fue seguida por ediciones de 100, 200 y 400 números respectivamente, incorporando sucesivamente todas las facilidades de búsqueda off-line y organización de la información para lograr una herramienta con la casi totalidad de artículos publicados desde su lanzamiento.
Actualmente, este catálogo comprende los CD ROM Cuba Defendida; la edición especial por el V aniversario de la revista que abarcó primero 190 y luego 200 ediciones de sus dosieres; en unión de la editorial José Martí, el álbum virtual La Habana. Ciudad de libros, un recorrido por el programa de acciones del Instituto Cubano del Libro a favor de la literatura durante el 2007. Y en el 2009 vio la luz el DVD de las 400 ediciones de La Jiribilla digital.

## Cuba Defendida
Historia de una batalla mediática por la Verdad
En particular, en esta colección destaca el CD ROM Cuba Defendida. En los meses de marzo a junio de 2003 se lanzó una poderosa campaña mediática contra Cuba, pero la avalancha de mentiras sobredimensionada por la llamada prensa “seria”, no quedó sin respuestas. Intelectuales de todas partes del mundo salieron en defensa del país. Aparecieron mensajes y llamamientos solidarios que no pudieron ser silenciados. Desde La Jiribilla, se creó una tribuna abierta. Surge así la sección “Cuba defendida”, donde aparecieron los textos que posteriormente fueron recogidos en una multimedia que reúne más de 300 artículos, ensayos y entrevistas de 184 intelectuales de todas partes del mundo.

## La Jiribilla de Papel
El 5 de mayo de 2003, dos años después de su versión digital, por fin se logra materializar la edición impresa: La Jiribilla de Papel. Dirigida mayoritariamente al receptor nacional, se proponía brindar análisis críticos sobre la realidad. Incluía artículos y secciones de la edición digital, pero siempre se estructuraba sobre un dossier temático exclusivo con su identidad propia. Era diseñada e ilustrada por un grupo de jóvenes diseñadores cubanos, graduados del Instituto Superior de Diseño Industrial (ISDI).
Comenzó a publicarse con una frecuencia quincenal de 16 páginas de contenido, imprimiéndose en formato tabloide (largo: 29 cm. y ancho: 37,5 cm.). A partir del número 50, en el año 2005, dio inicio una segunda época que se mantuvo hasta el número 95, actualmente el último de la revista, publicado en el año 2013. Durante esta etapa la revista salió con una periodicidad mensual y 32 páginas. 
Nunca incluyó anuncios. Su tirada era de tres mil a seis mil ejemplares y se distribuía en librerías y estanquillos del país. Además, a modo de cortesía, y a través de Correos de Cuba, se hacía llegar a intelectuales y personalidades de todo el país. También era posible visualizarla en formato PDF en el sitio web de la revista.
Algo importante de este proyecto, es que vinculó al equipo de la revista a jóvenes diseñadores, nucleados en el Grupo Camaleón, cuyo trabajo incidió positivamente en la identidad gráfica de La Jiribilla, tanto en la versión digital como en la de papel, creándose una iconografía y tratamiento de imágenes y tipográfico propios.

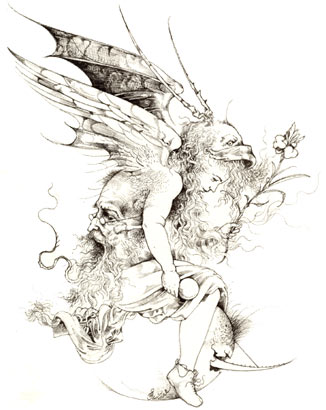
Obra: Ángel de La Jiribilla, por José Luis Fariñas (plumilla, 2005). Creada en homenaje al 5.º aniversario de la Revista de Cultura Cubana, La Jiribilla

## El Ángel de La Jiribilla
Dentro de la iconografía de la revista, ocupa un espacio esencial la imagen que la representa. Es una obra del artista de la plástica José Luis Fariñas, El Ángel de La Jiribilla, realizada especialmente para la revista en el año 2002. Como ya hemos explicado, su nombre se inspira en José Lezama Lima, quien decía que el Ángel de La Jiribilla, irreverente y dado a las bromas, era el único ángel posible para los cubanos. Esta identificación halla su fuente en el significado del cubanismo jiribilla que se refiere a la persona, generalmente un niño, bastante intranquilo. 
El Ángel de La Jiribilla, símbolo de nuestra revista, anualmente es entregado a personalidades e instituciones relevantes que han contribuido con su obra a enriquecer la cultura nacional. En estos años lo han recibido Silvio Rodríguez (2002),Abel Prieto, Rosa Miriam Elizalde e Iroel Sánchez (2006),Marta Rojas (2008), Roberto Fernández Retamar (2009), Alfredo Guevara (2010),Santiago Alba, Pascual Serrano, Belén Gopegui, Fernando Martínez Heredia y Ambrosio Fornet(2011),Diana Balboa, Sara González (post mortem), Fina García Marruz(2012), e instituciones como la Asociación Hermanos Saíz (2011), han recibido tal reconocimiento, que en cada caso ha consistido en una obra original creada especialmente para la ocasión por José Luis Fariñas. 
Vale destacar que en el año 2006, por el quinto aniversario de la revista,se convocó a 25 artistas de la plástica cubana a ofrecer sus interpretaciones de ese cubanismo conceptualizado por el imaginario lezamiano en su Ángel de La Jiribilla. Así fue que se gestó la exposición 5 X 5 = 25 La Jiribilla en el pincel que se exhibió en el Memorial José Martí. Entre los participantes estuvo José Luis Fariñas, quien creó una versión de su ya icónico ángel, así como los muchachos del Grupo Camaleón, el cantautor Silvio Rodríguez y el escritor y, entonces ministro de cultura, Abel Prieto.

## Casa Amarilla
En el año 2008 la revista cambia de sede, trasladándose a un inmueble ubicado en calle 5ta esquina a calle D, en Vedado, lugar donde se mantiene hasta la actualidad. La revista pasa a formar parte del nivel central del MINCULT. Por estar pintada de amarillo, el equipo de la revista coincidió en llamarla Casa Amarilla, término que se popularizó.
La Jiribilla ocupa cuatro oficinas en el segundo piso, identificadas como Jiribilla de Papel, Dirección, Redacción y Análisis y Contenido. Gracias a la gentileza de algunos artistas plásticos participantes de la exposición 5 X 5 = 25 La Jiribilla en el pincel, del año 2006, las paredes de las oficinas de la revista exhiben una decena de los cuadros elaborados en esa ocasión. Asimismo, también se muestran cuadros de Diana Balboa.
Gracias a la disponibilidad de espacio en la Casa Amarilla fue posible materializar varios proyectos largamente acariciados por el equipo de la revista. Es así que surgieron la Sala de Foros, El Patio de Baldovina, la galería Paredes sin Nombre, y los Encuentro Resistencia de la Memoria.

## Sala de Foros
En ella se realizaron foros interactivos que convocaban al intercambio en tiempo real con los más diversos públicos y permitieron reflexionar, a partir de nuestras visiones, sobre la realidad nacional e internacional. Con esta premisa tuvieron lugar los foros: Calibán ante la globalización, en el que prestigiosos intelectuales debatieron acerca de la colonialidad cultural y sus implicaciones sociopolíticas, y Cultura y mercado dedicado a las relaciones siempre polémicas entre estos ámbitos.

## El Patio de Baldovina
Era un espacio para la difusión de jóvenes intérpretes de la canción cubana. Se realizaba en los jardines de la institución, los primeros viernes de cada mes, a las 5:30 de la tarde. Su nombre se inspiró en el personaje Baldovina, de la novela Paradiso, de José Lezama Lima. Aspiraba a promover la trova y el intercambio con la comunidad, conjugado con la presentación de revistas, poemarios y a la incorporación de las artes plásticas, escénicas y visuales. Con el apoyo de la Asociación Hermanos Saíz, se logró la presentación de trovadores de todas las regiones del país. Entre ellos, Gerardo Alfonso, Raúl Torres, David Torrens, Roly Berrío, Yamira Díaz, Tony Ávila, Karel García, Adrian Berazaín, Inti Santana, Fernando Bécquer, Eric Méndez, Ariel Díaz, Liliana Héctor, Carlitos Lage y Manelic Ferret, Leonardo García y el dúo Aire y Madera.

## Paredes sin Nombre
Galería que aprovecha el lobby de la planta alta de la institución con el propósito de difundir la obra de nuestros artistas, así como tendencias, estilos, y técnicas alternativas dentro de las artes plásticas. Se abrió al público en mayo de 2008, durante el séptimo aniversario, con la exposición Parábola de los abrazos, de Ivette Ávila. Como parte de este proyecto, que cuenta con el apoyo del Consejo Nacional de las Artes Plásticas, y a propósito del aniversario 50 del Triunfo de la Revolución Cubana, se ofreció una selección de la obra fotográfica de Liborio Noval, desde 1959 hasta la actualidad.

## Resistencia de la Memoria
Es un espacio para dialogar con destacados intelectuales sobre diversos temas del universo cultural, desde el cual se propone acercar al equipo de la revista y sus columnistas habituales, a la vida, obra y circunstancias de relevantes voces de la cultura nacional e internacional.
Mediante estos proyectos, La Jiribilla ha podido difundir temas de interés, así como la obra de figuras nacionales y extranjeras; y ofrecer a un conjunto prestigioso de colaboradores cubanos y extranjeros un espacio de confluencia creativa y de diálogo. 

## Aplicaciones móviles
En fechas más cercanas a su 15 aniversario, La Jiribilla también ha incursionado en el desarrollo de aplicaciones para dispositivos móviles, que acercan más sus contenidos a los nuevos patrones de consumo —fundamentalmente de los más jóvenes— y le permite un nivel de accesibilidad mayor.
Entre estas aplicaciones está la Jiriapp, aplicación estática para celulares y otros dispositivos con sistema Android, que compendia 48 textos de 15 autores —en homenaje a sus 15 años—, los cuales han sido reconocidos con premios nacionales en diferentes áreas del conocimiento, y se han mantenido colaborando con la revista en el quinquenio que va de 2011 a 2016.
Autores entre los que se hallan Ambrosio Fornet, Aurelio Alonso, Daniel Chavarría, Eduardo Heras León, Fernando Martínez Heredia, Graziella Pogolotti, Miguel Barnet, Nancy Morejón y Roberto Fernández Retamar.
Asimismo, se está trabajando en JiriMov, una aplicación que redistribuye los contenidos de la revista de una forma más acorde con el formato móvil. Mediante ella será posible recibir la actualización semanal del sitio; consultar de manera independiente las diferentes secciones, de acuerdo a las temáticas de interés del usuario; así como disfrutar y descargar la música y videos publicados durante los quince años de existencia.
Con ello, La Jiribilla insiste en alcanzar el más amplio espectro de público posible, ofreciendo a colaboradores y lectores la posibilidad de estrechar lazos, intercambiar criterios y establecer diálogos desde, y sobre, lo más auténtico de la cultura cubana.